# کاتو گلدبرگ
کاتو گلدبرگ (نروژی: Cato Maximilian Guldberg؛ ۱۱ اوت ۱۸۳۶ – ۱۴ ژانویهٔ ۱۹۰۲) ریاضی‌دان و شیمی‌دان اهل نروژ بود.